# ادوارد توبین
ادوارد توبین (استونیایی: Eduard Tubin; ‏ ۱۸ ژوئن ۱۹۰۵ – ۱۷ نوامبر ۱۹۸۲) آهنگ‌ساز اهل استونی بود.

## زندگی‌نامه
وی در نوجوانی برای آموختن موسیقی به شهر تارتو رفت و در مدرسه عالی موسیقی تارتو به سرپرستی هینو الر به تحصیل پرداخت و در سال ۱۹۳۰ با لیندا پیرن همکلاسی خود ازدواج کرد و در سال ۱۹۳۲ فرزندش به دنیا آمد، توبین در تئاتر وانموینه به کار مشغول شد و در این مدت یکی از مشهورترین گروه‌های کر مردان را راه‌اندازی کرد و برای چندین سفر به اجرا به خارج از کشور انجام داد.
توبین در سال ۱۹۴۱ با الفریده ساریک رقصنده باله ازدواج کرد که حاصل آن یک پسر بود که یک سال بعد به دنیا آمد، در سال ۱۹۴۴ پس از اشغال استونی توسط شوروی وی به همراه همسر و دو فرزندش به استکهلم، سوئد مهاجرت کرد و در سال ۱۹۶۱ شهروندی این کشور را به دست آورد و فعالیت موسیقی خود را در سوئد ادامه داد. وی در ۱۷ نوامبر ۱۹۸۲ در شهر استکهلم درگذشت.